# 德康高速公路
德令哈至康定高速公路，简称德康高速，是国家高速公路网的重要组成部分，编号为G0615，是  京藏高速的联络线。起点在青海省德令哈市，经都兰县、玛沁县、久治县进入四川省，经马尔康市、金川县、丹巴县抵达终点康定市。
该高速原称“德令哈至马尔康高速公路”（德马高速），而在2022年国家公路网规划中予以延伸至康定市，追加马尔康经金川、丹巴至康定段。
2021年5月21日青海果洛州玛多县发生7.4级地震，导致德康高速部分路段严重损毁。

## 青海境
全通。

### 德令哈至香日德段
简称“德花高速”。全长176.486公里，总投资34.34亿元。穿越德令哈市、乌兰县和都兰县。起点接德令哈市已建成的长江南路终点，终点与  京藏高速茶卡至格尔木段公路衔接，并接香日德至花石峡公路起点，全线设特大桥1座，大中桥19座，小桥25座，立交4处，设计行车速度每小时100公里。于2013年8月动工建设，2016年10月1日通车。

### 香日德至花日峡段
简称“香花高速”。全长155.19千米，总投资45.73亿元，于2016年10月20日建成通车。

### 花日峡至久治（青川界）段
简称“花久高速”。全长389公里，平均海拔四千米，起点位于玛多县花石峡镇，通过德香、香花、茶格、共玉等高速公路与海西州、海南州、玉树州、格尔木、茶卡等地互连互通，终点至川青省界的久治县，途径玛多、玛沁、甘德、久治四县。于2017年11月13日通车。

## 四川境
仅川青界至阿坝段、刷经寺（ 蓉昌高速王家寨枢纽）至壤口段已通车。

### 久治（川青界）至马尔康段
简称“久马高速”，全长224公里，桥隧占比40%，设置互通式立体交叉7座，按照设计速度80公里/小时、路基宽度分段采用24.5/25.5米、双向四车道标准建设，总投资估算约287亿元。久马高速于2019年9月26日开工，省界至阿坝段于2022年12月31日通车，刷经寺（ 蓉昌高速王家寨枢纽）至壤口段48.5公里于2024年开通。

### 马尔康至康定段
简称“两康高速”，尚处于规划中。
其中，道孚县八美镇至康定市新都桥镇段作为炉霍至康定新都桥高速公路的一部分修建，采用双向四车道技术标准，设计速度80公里/小时，建设工期4年，由四川藏区高速公路有限责任公司牵头投资建设，于2025年7月获得四川省发展和改革委员会核准批复。

## 沿线设施列表
| 地区                                                                                         | 里程                              | 类型                              | 名称           | 连接               | 说明                       |
| -------------------------------------------------------------------------------------------- | --------------------------------- | --------------------------------- | -------------- | ------------------ | -------------------------- |
| 海西蒙古族藏族自治州 德令哈市                                                                |                                   | 主线出入口                        |                | 机场公路           |                            |
| 海西蒙古族藏族自治州 德令哈市                                                                |                                   | 主线收费站                        | 德令收费站     | 德令收费站         |                            |
| 海西蒙古族藏族自治州 乌兰县                                                                  |                                   | 停车场 · 加油设施 · 修车站 · 餐厅 | 查干格勒服务区 | 查干格勒服务区     |                            |
| 海西蒙古族藏族自治州 都兰县                                                                  |                                   | 枢纽                              |                | 京藏高速           | 与 京藏高速共线段起点      |
| 海西蒙古族藏族自治州 都兰县                                                                  |                                   | 枢纽                              |                | 京藏高速           | 与 京藏高速共线段终点      |
| 海西蒙古族藏族自治州 都兰县                                                                  |                                   | 出入口                            | 香日德南       | 109国道            |                            |
| 海西蒙古族藏族自治州 都兰县                                                                  |                                   | 隧道                              | 察汗毛隧道     | 察汗毛隧道         |                            |
| 海西蒙古族藏族自治州 都兰县                                                                  |                                   | 桥梁                              | 岔口特大桥     | 岔口特大桥         |                            |
| 海西蒙古族藏族自治州 都兰县                                                                  |                                   | 出入口                            |                | 香沟段             | 德令哈方向入、马尔康方向出 |
| 海西蒙古族藏族自治州 都兰县                                                                  |                                   | 出入口                            | 沟里匝道       | 沟里匝道           |                            |
| 海西蒙古族藏族自治州 都兰县                                                                  |                                   | 停车场 · 加油设施 · 修车站 · 餐厅 | 沟里服务区     | 沟里服务区         |                            |
| 海西蒙古族藏族自治州 都兰县                                                                  |                                   | 主线收费站                        | 沟里收费站     | 沟里收费站         |                            |
| 果洛藏族自治州 玛多县                                                                        |                                   | 停车场 · 飲料小吃                 | 观景台停车区   | 观景台停车区       |                            |
| 果洛藏族自治州 玛多县                                                                        |                                   | 枢纽                              |                | 西丽高速           |                            |
| 果洛藏族自治州 玛多县                                                                        |                                   | 主线收费站                        | 花石峡收费站   | 花石峡收费站       |                            |
| 果洛藏族自治州 玛多县                                                                        |                                   | 停车场 · 加油设施 · 修车站 · 餐厅 | 花石峡服务区   | 花石峡服务区       |                            |
| 果洛藏族自治州 玛沁县                                                                        |                                   | 出入口                            |                | 白下段（间接连接） |                            |
| 果洛藏族自治州 玛沁县                                                                        | 停车场 · 飲料小吃                 |                                   |                |                    |                            |
| 果洛藏族自治州 玛沁县                                                                        |                                   | 隧道                              | 雪山一号隧道   | 雪山一号隧道       |                            |
| 果洛藏族自治州 玛沁县                                                                        |                                   | 桥梁                              | 恰布龙特大桥   | 恰布龙特大桥       |                            |
| 果洛藏族自治州 玛沁县                                                                        |                                   | 桥梁                              | 哈龙特大桥     | 哈龙特大桥         |                            |
| 果洛藏族自治州 玛沁县                                                                        |                                   | 出入口                            | 雪山多果       | 白下段             |                            |
| 果洛藏族自治州 玛沁县                                                                        |                                   | 桥梁                              | 安培尔特大桥   | 安培尔特大桥       |                            |
| 果洛藏族自治州 玛沁县                                                                        |                                   | 出入口                            | 阿尼玛卿       | 哈白段             |                            |
| 果洛藏族自治州 玛沁县                                                                        |                                   | 隧道                              | 雪山二号隧道   | 雪山二号隧道       |                            |
| 果洛藏族自治州 玛沁县                                                                        |                                   | 桥梁                              | 日让沟特大桥   | 日让沟特大桥       |                            |
| 果洛藏族自治州 玛沁县                                                                        |                                   | 主线收费站                        | 东倾沟收费站   | 东倾沟收费站       |                            |
| 果洛藏族自治州 玛沁县                                                                        |                                   | 停车场 · 飲料小吃                 | 东倾沟停车区   | 东倾沟停车区       |                            |
| 果洛藏族自治州 玛沁县                                                                        |                                   | 出入口                            | 东倾沟         | 东哈段             |                            |
| 果洛藏族自治州 玛沁县                                                                        |                                   | 出入口                            | 大武西         | 209省道            |                            |
| 果洛藏族自治州 玛沁县                                                                        |                                   | 出入口                            | 大武           | 227国道            |                            |
| 县界                                                                                         |                                   | 隧道                              | 大武隧道       | 大武隧道           |                            |
| 果洛藏族自治州 甘德县                                                                        |                                   | 出入口                            | 江千           | 青老段             |                            |
| 果洛藏族自治州 甘德县                                                                        |                                   | 出入口                            | 下藏科         | 青老段             |                            |
| 果洛藏族自治州 甘德县                                                                        |                                   | 桥梁                              | 马塞尔特大桥   | 马塞尔特大桥       |                            |
| 县界                                                                                         |                                   | 隧道                              | 甘德隧道       | 甘德隧道           |                            |
| 果洛藏族自治州 久治县                                                                        |                                   | 隧道                              | 久治一号隧道   | 久治一号隧道       |                            |
| 果洛藏族自治州 久治县                                                                        |                                   | 河流 · 桥梁                       | 门堂黄河大桥   | 门堂黄河大桥       |                            |
| 果洛藏族自治州 久治县                                                                        |                                   | 停车场 · 加油设施 · 修车站 · 餐厅 | 门堂服务区     | 门堂服务区         |                            |
| 果洛藏族自治州 久治县                                                                        |                                   | 出入口                            | 门堂           | 满赛段             |                            |
| 果洛藏族自治州 久治县                                                                        | 停车场 · 加油设施 · 修车站 · 餐厅 |                                   |                |                    |                            |
| 果洛藏族自治州 久治县                                                                        |                                   | 隧道                              | 久治二号隧道   | 久治二号隧道       |                            |
| 果洛藏族自治州 久治县                                                                        |                                   | 隧道                              | 久治三号隧道   | 久治三号隧道       |                            |
| 果洛藏族自治州 久治县                                                                        |                                   | 隧道                              | 久治四号隧道   | 久治四号隧道       |                            |
| 果洛藏族自治州 久治县                                                                        |                                   | 出入口                            | 久治           | 347国道            |                            |
| 果洛藏族自治州 久治县                                                                        |                                   | 隧道                              | 久治五号隧道   | 久治五号隧道       |                            |
| 果洛藏族自治州 久治县                                                                        |                                   | 出入口                            |                | 347国道            |                            |
| 阿坝藏族羌族自治州 阿坝县                                                                    |                                   | 停车场 · 加油设施 · 修车站 · 餐厅 | 服务区         | 服务区             |                            |
| 阿坝藏族羌族自治州 阿坝县                                                                    |                                   | 出入口                            |                | Y500               |                            |
| 阿坝藏族羌族自治州 阿坝县                                                                    |                                   | 停车场 · 加油设施 · 修车站 · 餐厅 | 服务区         | 服务区             |                            |
| 阿坝藏族羌族自治州 阿坝县                                                                    |                                   | 出入口                            | 阿坝           | 347国道            |                            |
| 阿坝藏族羌族自治州 阿坝县                                                                    |                                   | 隧道                              | 阿尔炯隧道     | 阿尔炯隧道         |                            |
| 阿坝藏族羌族自治州 阿坝县                                                                    |                                   | 停车场 · 加油设施 · 修车站 · 餐厅 | 服务区         | 服务区             |                            |
| 阿坝藏族羌族自治州 阿坝县                                                                    |                                   | 出入口                            |                | 哇查环线           |                            |
| 阿坝藏族羌族自治州 阿坝县                                                                    |                                   | 停车场 · 加油设施 · 修车站 · 餐厅 | 服务区         | 服务区             |                            |
| 阿坝藏族羌族自治州 红原县                                                                    |                                   | 出入口                            |                | 248国道            |                            |
| 阿坝藏族羌族自治州 红原县                                                                    |                                   | 停车场 · 加油设施 · 修车站 · 餐厅 | 龙日坝服务区   | 龙日坝服务区       |                            |
| 阿坝藏族羌族自治州 红原县                                                                    |                                   | 停车场 · 加油设施 · 修车站 · 餐厅 | 服务区         | 服务区             |                            |
| 阿坝藏族羌族自治州 红原县                                                                    |                                   | 隧道                              | 隧道           | 隧道               |                            |
| 阿坝藏族羌族自治州 红原县                                                                    |                                   | 停车场 · 加油设施 · 修车站 · 餐厅 | 服务区         | 服务区             |                            |
| 阿坝藏族羌族自治州 红原县                                                                    |                                   | 出入口                            | 中壤口         | 248国道            |                            |
| 阿坝藏族羌族自治州 红原县                                                                    |                                   | 停车场 · 加油设施 · 修车站 · 餐厅 | 刷经寺         | 刷经寺             |                            |
| 阿坝藏族羌族自治州 红原县                                                                    |                                   | 出入口                            | 刷经寺         | 248国道            |                            |
| 阿坝藏族羌族自治州 红原县                                                                    |                                   | 隧道                              | 色尔岗曲隧道   | 色尔岗曲隧道       |                            |
| 阿坝藏族羌族自治州 马尔康市                                                                  |                                   | 河流 · 桥梁                       | 马塘大桥       | 马塘大桥           |                            |
| 阿坝藏族羌族自治州 马尔康市                                                                  |                                   | 隧道                              | 马塘隧道       | 马塘隧道           |                            |
| 阿坝藏族羌族自治州 马尔康市                                                                  |                                   | 隧道                              | 三家寨隧道     | 三家寨隧道         |                            |
| 阿坝藏族羌族自治州 马尔康市                                                                  |                                   | 隧道                              | 严家沟一号隧道 | 严家沟一号隧道     |                            |
| 阿坝藏族羌族自治州 马尔康市                                                                  |                                   | 隧道                              | 严家沟二号隧道 | 严家沟二号隧道     |                            |
| 阿坝藏族羌族自治州 马尔康市                                                                  |                                   | 隧道                              | 林场隧道       | 林场隧道           |                            |
| 阿坝藏族羌族自治州 马尔康市                                                                  |                                   | 枢纽                              |                | 蓉昌高速           |                            |
| 1.000 英里 = 1.609 千米；1.000 千米 = 0.621 英里 并行路段 • 已关闭／取消 • 限制进入 • 未开放 |                                   |                                   |                |                    |                            |